# Rotrückentaube
Die Rotrückentaube (Patagioenas cayennensis, Syn.: Columba cayennensis), auch Rottaube oder Fuchsrote Taube genannt, ist eine in der Neuen Welt verbreitete Taubenart.
Als Ziervogel spielt die Rotrückentaube keine große Rolle. Sie wurde 1867 erstmals im Londoner Zoo gezeigt. Die Erstzucht in menschlicher Obhut gelang 1907 ebenfalls in Großbritannien.

## Äußere Merkmale
Die Rotrückentaube wird 30 bis 32 cm lang und wiegt 230 bis 250 Gramm. Sie ist damit etwas kleiner als eine Stadttaube. Auffallend ist der kleine und schmale Schnabel dieser Art. Der Geschlechtsdimorphismus ist nicht sehr ausgeprägt. Weibchen sind lediglich etwas matter gefärbt als die Männchen.
Rotrückentauben sind an Vorderkopf, Hals und Brust matt purpurrosa. Der Oberkopf und der Nacken schillern grünlich. Die Kehle ist grau. Der Mantel sowie die Flügeldecken sind kastanienfarben. Der Bauch sowie die Unterschwanzdecken sind dagegen grau. Der Bürzel sowie die Oberschwanzdecken erscheinen blaugrau und die Schwanzfedern dunkelgrau mit hellen Enden. Die Iris ist rot bis orange. Der nackte Augenring ist schmal und rot.

## Verbreitung und Lebensraum

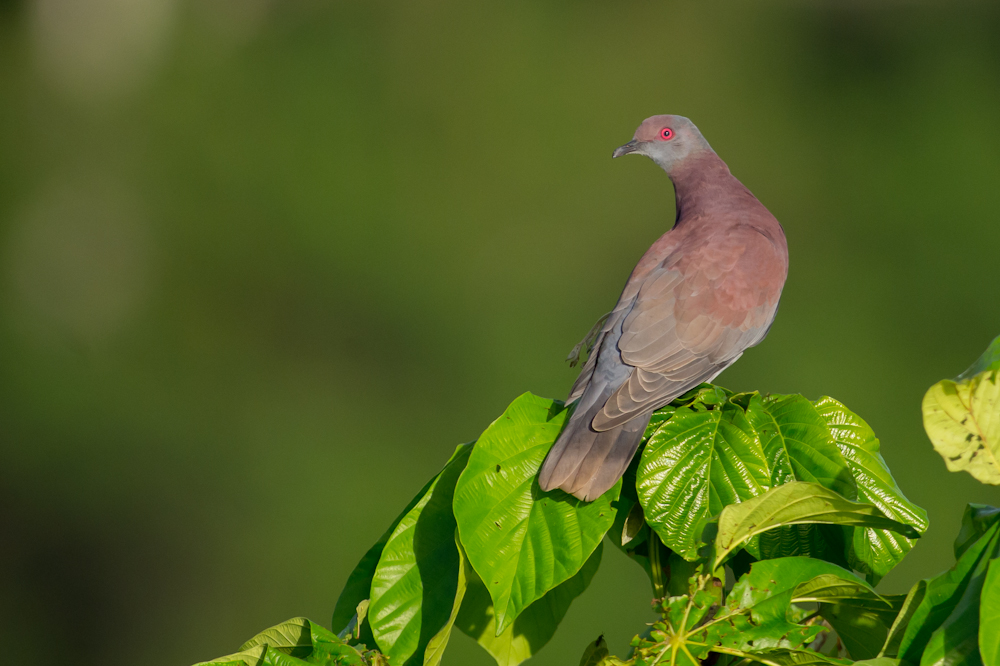
Rotrückentaube

Die Rotrückentaube kommt in fünf Unterarten vom Süden Mexikos bis nach Paraguay und Argentinien vor. Sie bewohnt offenes Geländes und Savannen sowie semiaride Gebieten mit nur vereinzeltem Bestand an Bäumen, Sträuchern oder Baumgruppen. Sie kommt aber auch in lichten Wäldern vor.
Rotrückentauben finden sich nach der Brutzeit gelegentlich in größeren Schwärmen an Plätzen ein, die ihnen ein überreiches Nahrungsangebot bieten.

## Verhalten
Rotrückentauben fressen Sämereien und Beeren. Sie nehmen jedoch auch landwirtschaftliche Anbauprodukte an und finden sich beispielsweise in großer Zahl auf abgeernteten Reisfeldern ein.
Die Rotrückentaube legt nur ein Ei. Sie lebt überwiegend einzeln. Zu den Prädatoren der Rotrückentaube zählen unter anderem der Schriftarassari und der Braunohrarassari. Beide Arten, die zu den Schwarzarassaris gehören, fressen sowohl die Eier als auch die Jungvögel.

## Unterarten
Es werden sieben Unterarten unterschieden.
- Patagioenas cayennensis pallidicrissa (Chubb, C, 1910) kommt im Südosten Mexikos bis in den Norden Kolumbiens vor.
- Patagioenas cayennensis occidentalis (Stolzmann, 1926) ist im Westen Kolumbiens und dem Westen Ecuadors verbreitet.
- Patagioenas cayennensis tamboensis (Conover, 1938) kommt im westlichen zentralen Kolumbien vor.
- Patagioenas cayennensis andersoni (Cory, 1915)	ist im Südosten Kolumbiens und dem Osten Ecuadors bis Venezuela und den Norden Brasiliens verbreitet.
- Patagioenas cayennensis tobagensis (Cory, 1915) kommt auf Trinidad und Tobago vor.
- Patagioenas cayennensis cayennensis (Bonnaterre, 1792) ist in Guyana, Suriname und Französisch-Guayana verbreitet.
- Patagioenas cayennensis sylvestris (Vieillot, 1818) ist im östlichen Brasilien und dem südlichen Brasilien über Paraguay und das nördliche Argentinien verbreitet.

## Belege